# Lee Redmond
Lee Redmond (Salt Lake City, 2 febbraio 1941 – 14 dicembre 2023) è stata un personaggio televisivo statunitense che ha detenuto il primato nel Guinness World Records per le unghie più lunghe su entrambe le mani; prima ancora, già la rivista National Enquirer manteneva registrati i progressi delle sue unghie.

## Biografia
Lee Redmond, da quanto ha sempre dichiarato, iniziò a farsi crescere le unghie tra la fine del 1978 e l'inizio del 1979 e sebbene avesse originariamente pianificato di tagliarle il 22 novembre 2006 (come già preannunciato pubblicamente), scelse di continuare a mantenerle. Negli ultimi anni, ha fatto varie apparizioni su CBS News.
Durante il periodo in cui aveva ancora le unghie lunghe, Lee dichiarò diverse volte che riusciva a gestire la sua vita quotidiana senza troppe difficoltà. Nel film tv Guinness, è stata mostrata mentre guidava un'auto, passava l'aspirapolvere, lavava i piatti e tagliava i capelli ai suoi nipoti.
Il 10 febbraio 2009, Lee fu protagonista di un incidente stradale ad Holladay, Utah, in cui si ruppe le unghie. Al momento dell'incidente, l'unghia del pollice sinistro risultava essere la più lunga di tutte le altre: esattamente 80 cm; mentre la somma totale della lunghezza di tutte le sue unghie era di 751,3 cm.
La rivista Huffington Post pubblicò il 3 settembre 2009 un articolo, in cui Lee Redmond, dopo aver perso le sue unghie, dichiarava che era "molto più facile fare le cose e che le sue mani, ora più leggere, sembrano volare senza il peso delle unghie sparite". Lee, inoltre, dichiarò che non le avrebbe più fatte crescere. Il record è poi passato all'indiano Shridhar Chillal.